# Équipe du Cameroun de football à la Coupe du monde 2014
Cet article relate le parcours de l’équipe du Cameroun de football lors de la Coupe du monde de football 2014 organisée au Brésil du 12 juin au 13 juillet 2014.

## Effectif
Le sélectionneur Volker Finke a annoncé sa liste définitive des vingt-trois joueurs.
| Numéro / Nom       | Numéro / Nom             | Club                   | Date de naissance | J.              | Buts            |                 |                 |                 |
| Gardiens de but    | Gardiens de but          | Gardiens de but        | Gardiens de but   | Gardiens de but | Gardiens de but | Gardiens de but | Gardiens de but | Gardiens de but |
| ------------------ | ------------------------ | ---------------------- | ----------------- | --------------- | --------------- | --------------- | --------------- | --------------- |
| 1                  | Loïc Feudjou             | Coton Sport            | 14.04.1992        | 0               | 0               | 0               | 0               | 0               |
| 16                 | Charles Itandje          | Konyaspor              | 02.11.1982        | 3               | 0               | 0               | 0               | 0               |
| 23                 | Sammy N'Djock            | Fethiyespor            | 25.02.1990        | 0               | 0               | 0               | 0               | 0               |
| Défenseurs         |                          |                        |                   |                 |                 |                 |                 |                 |
| 2                  | Benoît Assou-Ekotto      | Queens Park Rangers    | 24.03.1984        | 2               | 0               | 0               | 0               | 0               |
| 3                  | Nicolas Nkoulou          | Olympique de Marseille | 27.03.1990        | 3               | 0               | 0               | 0               | 0               |
| 4                  | Cédric Djeugoué          | Coton Sport            | 28.08.1992        | 1               | 0               | 0               | 0               | 0               |
| 5                  | Dany Nounkeu             | Beşiktaş               | 11.04.1986        | 2               | 0               | 1               | 0               | 0               |
| 12                 | Henri Bedimo             | Olympique lyonnais     | 04.06.1984        | 1               | 0               | 0               | 0               | 0               |
| 14                 | Aurélien Chedjou         | Galatasaray            | 20.06.1985        | 2               | 0               | 0               | 0               | 0               |
| 22                 | Allan Nyom               | Granada CF             | 10.05.1988        | 1               | 0               | 0               | 0               | 0               |
| Milieux de terrain |                          |                        |                   |                 |                 |                 |                 |                 |
| 6                  | Alexandre Song           | FC Barcelone           | 09.09.1987        | 2               | 0               | 0               | 0               | 1               |
| 7                  | Landry N'Guemo           | Girondins de Bordeaux  | 28.11.1985        | 1               | 0               | 0               | 0               | 0               |
| 11                 | Jean Makoun              | Stade rennais          | 29.05.1983        | 1               | 0               | 0               | 0               | 0               |
| 17                 | Stéphane Mbia            | Séville FC             | 20.05.1986        | 3               | 0               | 1               | 0               | 0               |
| 18                 | Eyong Enoh               | Antalyaspor            | 23.03.1986        | 3               | 0               | 1               | 0               | 0               |
| 20                 | Edgar Salli              | RC Lens                | 17.08.1992        | 2               | 0               | 1               | 0               | 0               |
| 21                 | Joël Matip               | Schalke 04             | 08.08.1991        | 2               | 1               | 0               | 0               | 0               |
| Attaquants         |                          |                        |                   |                 |                 |                 |                 |                 |
| 8                  | Benjamin Moukandjo       | AS Nancy-Lorraine      | 12.11.1988        | 3               | 0               | 0               | 0               | 0               |
| 9                  | Samuel Eto'o             | Chelsea                | 10.03.1981        | 1               | 0               | 0               | 0               | 0               |
| 10                 | Vincent Aboubakar        | FC Lorient             | 22.01.1992        | 2               | 0               | 0               | 0               | 0               |
| 13                 | Eric Maxim Choupo-Moting | 1. FSV Mayence 05      | 23.03.1989        | 3               | 0               | 0               | 0               | 0               |
| 15                 | Pierre Webó              | Fenerbahçe             | 20.01.1982        | 3               | 0               | 0               | 0               | 0               |
| 19                 | Fabrice Olinga           | SV Zulte Waregem       | 12.05.1996        | 0               | 0               | 0               | 0               | 0               |
| Sélectionneur      |                          |                        |                   |                 |                 |                 |                 |                 |
|                    | Volker Finke             |                        | 24.03.1948        |                 |                 |                 |                 |                 |

### Qualification

#### Deuxième tour de qualification
| Rang | Équipe   | Pts | J | G | N | P | Bp | Bc | Diff |  | Résultats (▼ dom., ► ext.) |     |     |     |     |
| ---- | -------- | --- | - | - | - | - | -- | -- | ---- |  | -------------------------- | --- | --- | --- | --- |
| 1    | Cameroun | 13  | 6 | 4 | 1 | 1 | 8  | 3  | +5   |  | Cameroun                   |     | 1-0 | 1-0 | 2-1 |
| 2    | Libye    | 9   | 6 | 2 | 3 | 1 | 5  | 3  | +2   |  | Libye                      | 2-1 |     | 0-0 | 2-0 |
| 3    | RD Congo | 6   | 6 | 1 | 3 | 2 | 3  | 3  | 0    |  | RD Congo                   | 0-0 | 0-0 |     | 2-0 |
| 4    | Togo     | 4   | 6 | 1 | 1 | 4 | 4  | 11 | -7   |  | Togo                       | 0-3 | 1-1 | 2-1 |     |

| 1er match                                               | Cameroun                 | 1 – 0   | RD Congo |                                                                               |                                                                               |
| 2 juin 2012 · 15 h 30 UTC+1 · Historique des rencontres | Choupo-Moting 54e (pen.) | (0 - 0) |          | Stade Ahmadou Ahidjo, Yaoundé Spectateurs : 10 000 Arbitrage : Daniel Bennett | Stade Ahmadou Ahidjo, Yaoundé Spectateurs : 10 000 Arbitrage : Daniel Bennett |
| 2 juin 2012 · 15 h 30 UTC+1 · Historique des rencontres | Rapport                  |         |          | Stade Ahmadou Ahidjo, Yaoundé Spectateurs : 10 000 Arbitrage : Daniel Bennett | Stade Ahmadou Ahidjo, Yaoundé Spectateurs : 10 000 Arbitrage : Daniel Bennett |

| 2e match                                                 | Libye                         | 2 – 1   | Cameroun          |                                                                                       |                                                                                       |
| 10 juin 2012 · 17 h 00 UTC+1 · Historique des rencontres | Zuway 6e · Ahniash (en) 90+3e | (1 - 1) | 15e Choupo-Moting | Stade Taïeb-Mehiri, Sfax (Tunisie) Spectateurs : 1 000 Arbitrage : Mensur Maeruf (hu) | Stade Taïeb-Mehiri, Sfax (Tunisie) Spectateurs : 1 000 Arbitrage : Mensur Maeruf (hu) |
| 10 juin 2012 · 17 h 00 UTC+1 · Historique des rencontres | Rapport                       |         |                   | Stade Taïeb-Mehiri, Sfax (Tunisie) Spectateurs : 1 000 Arbitrage : Mensur Maeruf (hu) | Stade Taïeb-Mehiri, Sfax (Tunisie) Spectateurs : 1 000 Arbitrage : Mensur Maeruf (hu) |

| 3e match                                                 | Cameroun             | 2 – 1   | Togo       |                                                                                |                                                                                |
| 23 mars 2013 · 15 h 30 UTC+1 · Historique des rencontres | Eto'o 41e (pen.) 82e | (1 - 1) | 45+1e Womé | Stade Ahmadou Ahidjo, Yaoundé Spectateurs : 30 000 Arbitrage : Djamel Haimoudi | Stade Ahmadou Ahidjo, Yaoundé Spectateurs : 30 000 Arbitrage : Djamel Haimoudi |
| 23 mars 2013 · 15 h 30 UTC+1 · Historique des rencontres | Rapport              |         |            | Stade Ahmadou Ahidjo, Yaoundé Spectateurs : 30 000 Arbitrage : Djamel Haimoudi | Stade Ahmadou Ahidjo, Yaoundé Spectateurs : 30 000 Arbitrage : Djamel Haimoudi |

| 4e match                                                | Togo                      | 0 – 3            | Cameroun |                                                                               |                                                                               |
| 9 juin 2013 · 15 h 30 UTC+0 · Historique des rencontres | Amewou 31e · Lalawelé 71e | (sur tapis vert) |          | Stade de Kégué, Lomé Spectateurs : 20 000 Arbitrage : Rajindraparsad Seechurn | Stade de Kégué, Lomé Spectateurs : 20 000 Arbitrage : Rajindraparsad Seechurn |
| 9 juin 2013 · 15 h 30 UTC+0 · Historique des rencontres | Rapport                   |                  |          | Stade de Kégué, Lomé Spectateurs : 20 000 Arbitrage : Rajindraparsad Seechurn | Stade de Kégué, Lomé Spectateurs : 20 000 Arbitrage : Rajindraparsad Seechurn |

| 5e match                                                 | RD Congo | 0 – 0   | Cameroun |                                                                            |                                                                            |
| 16 juin 2013 · 15 h 30 UTC+1 · Historique des rencontres |          | (0 - 0) |          | Stade des Martyrs, Kinshasa Spectateurs : 80 000 Arbitrage : Badara Diatta | Stade des Martyrs, Kinshasa Spectateurs : 80 000 Arbitrage : Badara Diatta |
| 16 juin 2013 · 15 h 30 UTC+1 · Historique des rencontres | Rapport  |         |          | Stade des Martyrs, Kinshasa Spectateurs : 80 000 Arbitrage : Badara Diatta | Stade des Martyrs, Kinshasa Spectateurs : 80 000 Arbitrage : Badara Diatta |

| 6e match                                                     | Cameroun    | 1 – 0   | Libye |                                                                                |                                                                                |
| 6 septembre 2013 · 15 h 30 UTC+1 · Historique des rencontres | Chedjou 41e | (1 - 0) |       | Stade Ahmadou Ahidjo, Yaoundé Spectateurs : 35 000 Arbitrage : Noumandiez Doué | Stade Ahmadou Ahidjo, Yaoundé Spectateurs : 35 000 Arbitrage : Noumandiez Doué |
| 6 septembre 2013 · 15 h 30 UTC+1 · Historique des rencontres | Rapport     |         |       | Stade Ahmadou Ahidjo, Yaoundé Spectateurs : 35 000 Arbitrage : Noumandiez Doué | Stade Ahmadou Ahidjo, Yaoundé Spectateurs : 35 000 Arbitrage : Noumandiez Doué |

#### Troisième tour de qualification
| Troisième tour                                        | Tunisie | 0 – 0   | Cameroun |                                                                                  |                                                                                  |
| 13 octobre 2013 · 18 h 00 · Historique des rencontres |         | (0 - 0) | | Stade olympique de Radès, Radès Spectateurs : 60 000 Arbitrage : Koman Coulibaly | Stade olympique de Radès, Radès Spectateurs : 60 000 Arbitrage : Koman Coulibaly |
| 13 octobre 2013 · 18 h 00 · Historique des rencontres | Rapport |         | | Stade olympique de Radès, Radès Spectateurs : 60 000 Arbitrage : Koman Coulibaly | Stade olympique de Radès, Radès Spectateurs : 60 000 Arbitrage : Koman Coulibaly |
| 13 octobre 2013 · 18 h 00 · Historique des rencontres |         | Équipes | Itandje - Nyom (Kana-Biyik, 69e), Chedjou, Nkoulou, Nounkeu - Makoun (Idrissou, 77e), Matip, Enoh, Song - Webó, Eto'o (Choupo-Moting, 90e) | Stade olympique de Radès, Radès Spectateurs : 60 000 Arbitrage : Koman Coulibaly | Stade olympique de Radès, Radès Spectateurs : 60 000 Arbitrage : Koman Coulibaly |

| Troisième tour                                         | Cameroun | 4 – 1   | Tunisie     |                                                                                        |                                                                                        |
| 17 novembre 2013 · 15 h 00 · Historique des rencontres | Webó 3e · Moukandjo 29e · Makoun 65e 85e | (2 - 0) | 50e Akaichi | Stade Ahmadou Ahidjo, Yaoundé Spectateurs : 35 570 Arbitrage : Rajindraparsad Seechurn | Stade Ahmadou Ahidjo, Yaoundé Spectateurs : 35 570 Arbitrage : Rajindraparsad Seechurn |
| 17 novembre 2013 · 15 h 00 · Historique des rencontres | Rapport |         |             | Stade Ahmadou Ahidjo, Yaoundé Spectateurs : 35 570 Arbitrage : Rajindraparsad Seechurn | Stade Ahmadou Ahidjo, Yaoundé Spectateurs : 35 570 Arbitrage : Rajindraparsad Seechurn |
| 17 novembre 2013 · 15 h 00 · Historique des rencontres | Itandje - Assou-Ekotto, Nkoulou, Song, Moukandjo (N'Guemo, 83e) - Mbia (Nounkeu, 67e), Makoun, Chedjou, Webó (Choupo-Moting, 61e) - Enoh, Eto'o | Équipes |             | Stade Ahmadou Ahidjo, Yaoundé Spectateurs : 35 570 Arbitrage : Rajindraparsad Seechurn | Stade Ahmadou Ahidjo, Yaoundé Spectateurs : 35 570 Arbitrage : Rajindraparsad Seechurn |

À l'issue des matchs de barrage, la Tunisie a porté une réclamation auprès de la FIFA, concernant la présence des joueurs camerounais Eric-Maxim Choupo-Moting et Joël Matip, qui ont disputé des matchs internationaux avec les sélections de jeunes allemandes. La FIFA a rejeté cette réclamation le 28 novembre 2013.

#### Buteurs
| Pos | Joueur                   | Club              | Buts |
| --- | ------------------------ | ----------------- | ---- |
| 1   | Eric-Maxim Choupo-Moting | FSV Mayence 05    | 2    |
| 1   | Samuel Eto'o             | Chelsea           | 2    |
| 1   | Jean II Makoun           | Stade rennais     | 2    |
| 2   | Aurélien Chedjou         | Galatasaray SK    | 1    |
| 2   | Benjamin Moukandjo       | AS Nancy-Lorraine | 1    |
| 2   | Pierre Webó              | Fenerbahçe SK     | 1    |

### Préparation et sélection
| Match amical                            | Portugal                                                   | 5-1   | Cameroun      | Estádio Dr. Magalhães Pessoa Leiria, Portugal |                            |
| 5 mars 2014 · Historique des rencontres | Ronaldo 21e 83e · Meireles 66e · Coentrão 67e · Edinho 77e | (1-1) | 43e Aboubakar | Arbitrage : Andre Marriner                    | Arbitrage : Andre Marriner |
| 5 mars 2014 · Historique des rencontres | Rapport                                                    |       |               | Arbitrage : Andre Marriner                    | Arbitrage : Andre Marriner |

| 26 mai 2014               | Macédoine du Nord | 0 - 2   | Cameroun                                       | Kufstein Arena Kufstein, Autriche |  |
| Historique des rencontres |                   | (0 - 0) | Pierre Webó 52e · Eric-Maxim Choupo-Moting 84e |                                   |  |

| 29 mai 2014               | Cameroun                     | 1 - 2   | Paraguay                               | Kufstein Arena Kufstein, Autriche |                            |
| Historique des rencontres | Eric-Maxim Choupo-Moting 75e | (0 - 1) | Oscar Romero 4e · Roque Santa Cruz 68e | Arbitrage : Schüttengruber        | Arbitrage : Schüttengruber |

| Match Amical                                      | Allemagne              | 2-2     | Cameroun                    | Stadion im BORUSSIA-PARK                    |                                             |
| 1er juin 2014 · 19h30 · Historique des rencontres |                        | (0-0)   |                             | Spectateurs : 41 250 Arbitrage : D. Skomina | Spectateurs : 41 250 Arbitrage : D. Skomina |
| 1er juin 2014 · 19h30 · Historique des rencontres | T.Müller ; A. Schürrle | Équipes | S. Eto'o ; M. Choupo-Moting | Spectateurs : 41 250 Arbitrage : D. Skomina | Spectateurs : 41 250 Arbitrage : D. Skomina |

## Joueurs et encadrement
Le 12 mai 2014, Volker Finke annonce une préliste de 28 joueurs, avant de dévoiler la liste finale de 23 joueurs. Il désigne également deux réservistes, qui pourront être appelés en cas de blessure d'un autre joueur : Frank Bagnack (FC Barcelone B) et Guy Zock (Cosmos de Bafia).
Sélections et buts actualisés le 5 mars 2014.
| N° | Pos. | Nom                      | Date de naissance | Sélections | Buts | Club                   |
| -- | ---- | ------------------------ | ----------------- | ---------- | ---- | ---------------------- |
|    | GB   | Guy Roland Ndy Assembe   | 28 février 1986   | 11         | 0    | EA Guingamp            |
|    | GB   | Loïc Feudjou             | 14 avril 1992     |            |      | Cotonsport Garoua      |
|    | GB   | Charles Itandje          | 2 novembre 1982   | 7          | 0    | Konyaspor              |
|    | GB   | Sammy N'Djock            | 25 février 1990   | 1          | 0    | Fethiyespor            |
|    |      |                          |                   |            |      |                        |
|    | DF   | Nicolas Nkoulou          | 27 mars 1990      | 44         | 0    | Olympique de Marseille |
|    | DF   | Aurélien Chedjou         | 20 juin 1985      | 30         | 1    | Galatasaray            |
|    | DF   | Henri Bedimo             | 4 juin 1984       | 28         | 0    | Olympique lyonnais     |
|    | DF   | Benoît Assou-Ekotto      | 24 mars 1984      | 20         | 0    | Queens Park Rangers    |
|    | DF   | Dany Nounkeu             | 11 avril 1986     | 13         | 0    | Beşiktaş               |
|    | DF   | Gaëtan Bong              | 25 avril 1988     | 11         | 0    | Olympiakos             |
|    | DF   | Allan Nyom               | 10 mai 1988       | 6          | 0    | Grenade                |
|    | DF   | Jean-Armel Kana-Biyik    | 3 juillet 1989    | 5          | 0    | Stade rennais          |
|    | DF   | Joël Matip               | 8 août 1991       | 19         | 0    | Schalke 04             |
|    | DF   | Cédric Djeugoué          | 28 août 1992      |            |      | Cotonsport Garoua      |
|    |      |                          |                   |            |      |                        |
|    | ML   | Jean II Makoun           | 29 mai 1983       | 66         | 5    | Stade rennais          |
|    | ML   | Fabrice Olinga           | 12 mai 1996       |            |      | SV Zulte Waregem       |
|    | ML   | Alexandre Song           | 9 septembre 1987  | 43         | 0    | FC Barcelone           |
|    | ML   | Landry N'Guemo           | 28 novembre 1985  | 37         | 3    | Girondins de Bordeaux  |
|    | ML   | Eyong Enoh               | 23 mars 1986      | 34         | 2    | Antalyaspor            |
|    | ML   | Stéphane Mbia            | 20 mai 1986       |            |      | FC Séville             |
|    | ML   | Raoul Loé                | 31 janvier 1989   | 3          | 0    | Osasuna                |
|    | ML   | Edgar Salli              | 17 août 1992      | 7          | 0    | RC Lens                |
|    |      |                          |                   |            |      |                        |
|    | AT   | Samuel Eto'o             | 10 mars 1981      | 115        | 55   | Chelsea                |
|    | AT   | Mohammadou Idrissou      | 8 mars 1980       | 37         | 6    | FC Kaiserslautern      |
|    | AT   | Eric-Maxim Choupo-Moting | 23 mars 1989      | 23         | 9    | FSV Mayence 05         |
|    | AT   | Vincent Aboubakar        | 22 janvier 1992   | 22         | 2    | FC Lorient             |
|    | AT   | Benjamin Moukandjo       | 12 novembre 1988  | 13         | 2    | AS Nancy-Lorraine      |
|    | AT   | Pierre Webó              | 20 janvier 1982   |            |      | Fenerbahçe SK          |

## Compétition

### Premier tour
Le Cameroun fait partie du groupe A de la Coupe du monde de football de 2014, avec le Brésil, la Croatie et le Mexique.
|   | Équipe   | Pts | J | G | N | P | Bp | Bc | Diff |
| 1 | Brésil   | 7   | 3 | 2 | 1 | 0 | 7  | 2  | 5    |
| 2 | Mexique  | 7   | 3 | 2 | 1 | 0 | 4  | 1  | 3    |
| 3 | Croatie  | 3   | 3 | 1 | 0 | 2 | 6  | 6  | 0    |
| 4 | Cameroun | 0   | 3 | 0 | 0 | 3 | 1  | 9  | -8   |

| J 1 | 12 juin 2014 | Brésil   | 3 - 1 | Croatie  |
| J 1 | 13 juin 2014 | Mexique  | 1 - 0 | Cameroun |
| J 2 | 17 juin 2014 | Brésil   | 0 - 0 | Mexique  |
| J 2 | 18 juin 2014 | Cameroun | 0 - 4 | Croatie  |
| J 3 | 23 juin 2014 | Cameroun | 1 - 4 | Brésil   |
| J 3 | 23 juin 2014 | Croatie  | 1 - 3 | Mexique  |

#### Mexique - Cameroun
| Match 2                                                  | Mexique           | 1 – 0   | Cameroun | Arena das Dunas, Natal                                               |                                                                      |
| 13 juin 2014 · 13:00 (UTC-3) · Historique des rencontres | Oribe Peralta 61e | (0 – 0) |          | Spectateurs : 39 216 · Arbitrage : Wilmar Roldán · Photos du match · | Spectateurs : 39 216 · Arbitrage : Wilmar Roldán · Photos du match · |
| 13 juin 2014 · 13:00 (UTC-3) · Historique des rencontres | Rapport           |         |          | Spectateurs : 39 216 · Arbitrage : Wilmar Roldán · Photos du match · | Spectateurs : 39 216 · Arbitrage : Wilmar Roldán · Photos du match · |

| Mexique | Cameroun |

| MEXIQUE :       |    |                     |  |       |     |
|                 |    |                     |  |       |     |
| Gardien de but  | 13 | Guillermo Ochoa     |  |       |     |
|                 | 2  | Francisco Rodríguez |  |       |     |
|                 | 4  | Rafael Márquez      |  |       |     |
|                 | 6  | Héctor Herrera      |  | 90+1e |     |
|                 | 7  | Miguel Layún        |  |       |     |
|                 | 10 | Giovani dos Santos  |  |       |     |
|                 | 15 | Héctor Moreno       |  |       | 57e |
|                 | 18 | Andrés Guardado     |  | 69e   |     |
|                 | 19 | Oribe Peralta       |  | 74e   |     |
|                 | 22 | Paul Aguilar        |  |       |     |
|                 | 23 | José Juan Vázquez   |  |       |     |
| Remplaçants :   |    |                     |  |       |     |
|                 | 8  | Marco Fabián        |  | 69e   |     |
|                 | 14 | Javier Hernández    |  | 74e   |     |
|                 | 3  | Carlos Salcido      |  | 90+1e |     |
| Sélectionneur : |    |                     |  |       |     |
| Miguel Herrera  |    |                     |  |       |     |

| CAMEROUN :      |    |                          |  |     |     |
|                 |    |                          |  |     |     |
| Gardien de but  | 16 | Charles Itandje          |  |     |     |
|                 | 2  | Benoît Assou-Ekotto      |  |     |     |
|                 | 3  | Nicolas Nkoulou          |  |     |     |
|                 | 4  | Cédric Djeugoué          |  | 46e |     |
|                 | 6  | Alexandre Song           |  | 79e |     |
|                 | 8  | Benjamin Moukandjo       |  |     |     |
|                 | 9  | Samuel Eto'o             |  |     |     |
|                 | 13 | Eric Maxim Choupo-Moting |  |     |     |
|                 | 14 | Aurélien Chedjou         |  |     |     |
|                 | 17 | Stéphane Mbia            |  |     |     |
|                 | 18 | Eyong Enoh               |  |     |     |
| Remplaçants :   |    |                          |  |     |     |
|                 | 5  | Dany Nounkeu             |  | 46e | 77e |
|                 | 15 | Pierre Webó              |  | 79e |     |
| Sélectionneur : |    |                          |  |     |     |
| Volker Finke    |    |                          |  |     |     |

| Assistants : Humberto Clavijo Eduardo Díaz Quatrième arbitre : Norbert Hauata Cinquième arbitre : Aden Marwa Range Homme du Match : Giovani dos Santos |

#### Cameroun - Croatie
| Match 18                                                 | Cameroun | 0 - 4   | Croatie                                                     | Arena da Amazônia, Manaus                                            |                                                                      |
| 18 juin 2014 · 18:00 (UTC-4) · Historique des rencontres |          | (0 - 1) | 11e Ivica Olić · 48e Ivan Perišić · 61e 73e Mario Mandžukić | Spectateurs : 39 982 · Arbitrage : Pedro Proença · Photos du match · | Spectateurs : 39 982 · Arbitrage : Pedro Proença · Photos du match · |
| 18 juin 2014 · 18:00 (UTC-4) · Historique des rencontres | Rapport  |         |                                                             | Spectateurs : 39 982 · Arbitrage : Pedro Proença · Photos du match · | Spectateurs : 39 982 · Arbitrage : Pedro Proença · Photos du match · |

| Cameroun | Croatie |

| CAMEROUN :      |    |                          |  |     |     |
|                 |    |                          |  |     |     |
| Gardien de but  | 16 | Charles Itandje          |  |     |     |
|                 | 2  | Benoît Assou-Ekotto      |  |     |     |
|                 | 3  | Nicolas Nkoulou          |  |     |     |
|                 | 6  | Alexandre Song           |  |     | 40e |
|                 | 8  | Benjamin Moukandjo       |  |     |     |
|                 | 10 | Vincent Aboubakar        |  | 70e |     |
|                 | 13 | Eric Maxim Choupo-Moting |  | 75e |     |
|                 | 14 | Aurélien Chedjou         |  | 46e |     |
|                 | 17 | Stéphane Mbia            |  |     |     |
|                 | 18 | Eyong Enoh               |  |     |     |
|                 | 21 | Joël Matip               |  |     |     |
| Remplaçants :   |    |                          |  |     |     |
|                 | 15 | Pierre Webó              |  | 70e |     |
|                 | 20 | Edgar Salli              |  | 75e |     |
|                 | 5  | Dany Nounkeu             |  | 46e |     |
| Sélectionneur : |    |                          |  |     |     |
| Volker Finke    |    |                          |  |     |     |

| CROATIE :       |    |                 |  |     |     |
|                 |    |                 |  |     |     |
| Gardien de but  | 1  | Stipe Pletikosa |  |     |     |
|                 | 3  | Danijel Pranjić |  |     |     |
|                 | 4  | Ivan Perišić    |  | 78e |     |
|                 | 5  | Vedran Ćorluka  |  |     |     |
|                 | 6  | Dejan Lovren    |  |     |     |
|                 | 7  | Ivan Rakitić    |  |     |     |
|                 | 10 | Luka Modrić     |  |     |     |
|                 | 11 | Darijo Srna     |  |     |     |
|                 | 17 | Mario Mandžukić |  |     |     |
|                 | 18 | Ivica Olić      |  | 69e |     |
|                 | 19 | Sammir          |  | 72e |     |
| Remplaçants :   |    |                 |  |     |     |
|                 | 22 | Eduardo         |  | 69e | 89e |
|                 | 20 | Mateo Kovačić   |  | 72e |     |
|                 | 16 | Ante Rebić      |  | 78e |     |
| Sélectionneur : |    |                 |  |     |     |
| Niko Kovač      |    |                 |  |     |     |

| Assistants : Bertinho Cunha Tiago Trigo Quatrième arbitre : Walter Lopez Cinquième arbitre : Leonel Leal Homme du Match : Mario Mandžukić |

#### Cameroun - Brésil
| Match 33                                                 | Cameroun       | 1 - 4   | Brésil                                      | Stade national de Brasilia Mané-Garrincha, Brasilia                   |                                                                       |
| 23 juin 2014 · 17:00 (UTC-3) · Historique des rencontres | Joël Matip 26e | (1 - 2) | 17e 35e Neymar · 49e Fred · 84e Fernandinho | Spectateurs : 69 112 · Arbitrage : Jonas Eriksson · Photos du match · | Spectateurs : 69 112 · Arbitrage : Jonas Eriksson · Photos du match · |
| 23 juin 2014 · 17:00 (UTC-3) · Historique des rencontres | Rapport        |         |                                             | Spectateurs : 69 112 · Arbitrage : Jonas Eriksson · Photos du match · | Spectateurs : 69 112 · Arbitrage : Jonas Eriksson · Photos du match · |

| Cameroun | Brésil |

| CAMEROUN :      |    |                          |  |     |     |
|                 |    |                          |  |     |     |
| Gardien de but  | 16 | Charles Itandje          |  |     |     |
|                 | 3  | Nicolas Nkoulou          |  |     |     |
|                 | 7  | Landry N'Guemo           |  |     |     |
|                 | 8  | Benjamin Moukandjo       |  | 58e |     |
|                 | 10 | Vincent Aboubakar        |  | 72e |     |
|                 | 12 | Henri Bedimo             |  |     |     |
|                 | 13 | Eric-Maxim Choupo-Moting |  | 81e |     |
|                 | 17 | Stéphane Mbia            |  |     | 80e |
|                 | 18 | Eyong Enoh               |  |     | 11e |
|                 | 21 | Joël Matip               |  |     |     |
|                 | 22 | Allan Nyom               |  |     |     |
| Remplaçants :   |    |                          |  |     |     |
|                 | 20 | Edgar Salli              |  | 58e | 75e |
|                 | 15 | Pierre Webó              |  | 72e |     |
|                 | 11 | Jean Makoun              |  | 81e |     |
| Sélectionneur : |    |                          |  |     |     |
| Volker Finke    |    |                          |  |     |     |

| BRÉSIL :            |    |              |  |     |
|                     |    |              |  |     |
| Gardien de but      | 12 | Júlio César  |  |     |
|                     | 2  | Dani Alves   |  |     |
|                     | 3  | Thiago Silva |  |     |
|                     | 4  | David Luiz   |  |     |
|                     | 6  | Marcelo      |  |     |
|                     | 7  | Hulk         |  | 63e |
|                     | 8  | Paulinho     |  | 46e |
|                     | 9  | Fred         |  |     |
|                     | 10 | Neymar       |  | 71e |
|                     | 11 | Oscar        |  |     |
|                     | 17 | Luiz Gustavo |  |     |
| Remplaçants :       |    |              |  |     |
|                     | 16 | Ramires      |  | 63e |
|                     | 5  | Fernandinho  |  | 46e |
|                     | 19 | Willian      |  | 71e |
| Sélectionneur :     |    |              |  |     |
| Luiz Felipe Scolari |    |              |  |     |

| Assistants : Mathias Klasenius Daniel Wärnmark Quatrième arbitre : Svein Oddvar Moen Cinquième arbitre : Kim Haglund Homme du Match : Neymar |

## Statistiques

### Temps de jeu
| Joueur     |          |          |          | TT       | But inscrit | MJ       | MT       | Légende |
| ---------- | -------- | -------- | -------- | -------- | ----------- | -------- | -------- | --- |
| Gardiens   | Gardiens | Gardiens | Gardiens | Gardiens | Gardiens    | Gardiens | Gardiens | Abréviations et symboles : · TT : Total de minutes jouées · MJ : Nombre de matchs joués · MT : Matchs joués en tant que titulaire · : but · : joueur entré · : joueur remplacé · : capitaine · : carton jaune · : carton rouge |
|            |          |          |          |          |             |          |          | Abréviations et symboles : · TT : Total de minutes jouées · MJ : Nombre de matchs joués · MT : Matchs joués en tant que titulaire · : but · : joueur entré · : joueur remplacé · : capitaine · : carton jaune · : carton rouge |
|            |          |          |          |          |             |          |          | Abréviations et symboles : · TT : Total de minutes jouées · MJ : Nombre de matchs joués · MT : Matchs joués en tant que titulaire · : but · : joueur entré · : joueur remplacé · : capitaine · : carton jaune · : carton rouge |
|            |          |          |          |          |             |          |          | Abréviations et symboles : · TT : Total de minutes jouées · MJ : Nombre de matchs joués · MT : Matchs joués en tant que titulaire · : but · : joueur entré · : joueur remplacé · : capitaine · : carton jaune · : carton rouge |
| Défenseurs |          |          |          |          |             |          |          | Abréviations et symboles : · TT : Total de minutes jouées · MJ : Nombre de matchs joués · MT : Matchs joués en tant que titulaire · : but · : joueur entré · : joueur remplacé · : capitaine · : carton jaune · : carton rouge |
|            |          |          |          |          |             |          |          | Abréviations et symboles : · TT : Total de minutes jouées · MJ : Nombre de matchs joués · MT : Matchs joués en tant que titulaire · : but · : joueur entré · : joueur remplacé · : capitaine · : carton jaune · : carton rouge |
|            |          |          |          |          |             |          |          | Abréviations et symboles : · TT : Total de minutes jouées · MJ : Nombre de matchs joués · MT : Matchs joués en tant que titulaire · : but · : joueur entré · : joueur remplacé · : capitaine · : carton jaune · : carton rouge |
|            |          |          |          |          |             |          |          | Abréviations et symboles : · TT : Total de minutes jouées · MJ : Nombre de matchs joués · MT : Matchs joués en tant que titulaire · : but · : joueur entré · : joueur remplacé · : capitaine · : carton jaune · : carton rouge |
|            |          |          |          |          |             |          |          | Abréviations et symboles : · TT : Total de minutes jouées · MJ : Nombre de matchs joués · MT : Matchs joués en tant que titulaire · : but · : joueur entré · : joueur remplacé · : capitaine · : carton jaune · : carton rouge |
|            |          |          |          |          |             |          |          | Abréviations et symboles : · TT : Total de minutes jouées · MJ : Nombre de matchs joués · MT : Matchs joués en tant que titulaire · : but · : joueur entré · : joueur remplacé · : capitaine · : carton jaune · : carton rouge |
|            |          |          |          |          |             |          |          | Abréviations et symboles : · TT : Total de minutes jouées · MJ : Nombre de matchs joués · MT : Matchs joués en tant que titulaire · : but · : joueur entré · : joueur remplacé · : capitaine · : carton jaune · : carton rouge |
|            |          |          |          |          |             |          |          | Abréviations et symboles : · TT : Total de minutes jouées · MJ : Nombre de matchs joués · MT : Matchs joués en tant que titulaire · : but · : joueur entré · : joueur remplacé · : capitaine · : carton jaune · : carton rouge |
|            |          |          |          |          |             |          |          | Abréviations et symboles : · TT : Total de minutes jouées · MJ : Nombre de matchs joués · MT : Matchs joués en tant que titulaire · : but · : joueur entré · : joueur remplacé · : capitaine · : carton jaune · : carton rouge |
| Milieux    |          |          |          |          |             |          |          | Abréviations et symboles : · TT : Total de minutes jouées · MJ : Nombre de matchs joués · MT : Matchs joués en tant que titulaire · : but · : joueur entré · : joueur remplacé · : capitaine · : carton jaune · : carton rouge |
|            |          |          |          |          |             |          |          | Abréviations et symboles : · TT : Total de minutes jouées · MJ : Nombre de matchs joués · MT : Matchs joués en tant que titulaire · : but · : joueur entré · : joueur remplacé · : capitaine · : carton jaune · : carton rouge |
|            |          |          |          |          |             |          |          | Abréviations et symboles : · TT : Total de minutes jouées · MJ : Nombre de matchs joués · MT : Matchs joués en tant que titulaire · : but · : joueur entré · : joueur remplacé · : capitaine · : carton jaune · : carton rouge |
|            |          |          |          |          |             |          |          | Abréviations et symboles : · TT : Total de minutes jouées · MJ : Nombre de matchs joués · MT : Matchs joués en tant que titulaire · : but · : joueur entré · : joueur remplacé · : capitaine · : carton jaune · : carton rouge |
|            |          |          |          |          |             |          |          | Abréviations et symboles : · TT : Total de minutes jouées · MJ : Nombre de matchs joués · MT : Matchs joués en tant que titulaire · : but · : joueur entré · : joueur remplacé · : capitaine · : carton jaune · : carton rouge |
|            |          |          |          |          |             |          |          | Abréviations et symboles : · TT : Total de minutes jouées · MJ : Nombre de matchs joués · MT : Matchs joués en tant que titulaire · : but · : joueur entré · : joueur remplacé · : capitaine · : carton jaune · : carton rouge |
|            |          |          |          |          |             |          |          | Abréviations et symboles : · TT : Total de minutes jouées · MJ : Nombre de matchs joués · MT : Matchs joués en tant que titulaire · : but · : joueur entré · : joueur remplacé · : capitaine · : carton jaune · : carton rouge |
|            |          |          |          |          |             |          |          | Abréviations et symboles : · TT : Total de minutes jouées · MJ : Nombre de matchs joués · MT : Matchs joués en tant que titulaire · : but · : joueur entré · : joueur remplacé · : capitaine · : carton jaune · : carton rouge |
|            |          |          |          |          |             |          |          | Abréviations et symboles : · TT : Total de minutes jouées · MJ : Nombre de matchs joués · MT : Matchs joués en tant que titulaire · : but · : joueur entré · : joueur remplacé · : capitaine · : carton jaune · : carton rouge |
| Attaquants |          |          |          |          |             |          |          | Abréviations et symboles : · TT : Total de minutes jouées · MJ : Nombre de matchs joués · MT : Matchs joués en tant que titulaire · : but · : joueur entré · : joueur remplacé · : capitaine · : carton jaune · : carton rouge |
|            |          |          |          |          |             |          |          | Abréviations et symboles : · TT : Total de minutes jouées · MJ : Nombre de matchs joués · MT : Matchs joués en tant que titulaire · : but · : joueur entré · : joueur remplacé · : capitaine · : carton jaune · : carton rouge |
|            |          |          |          |          |             |          |          | Abréviations et symboles : · TT : Total de minutes jouées · MJ : Nombre de matchs joués · MT : Matchs joués en tant que titulaire · : but · : joueur entré · : joueur remplacé · : capitaine · : carton jaune · : carton rouge |
|            |          |          |          |          |             |          |          | Abréviations et symboles : · TT : Total de minutes jouées · MJ : Nombre de matchs joués · MT : Matchs joués en tant que titulaire · : but · : joueur entré · : joueur remplacé · : capitaine · : carton jaune · : carton rouge |
|            |          |          |          |          |             |          |          | Abréviations et symboles : · TT : Total de minutes jouées · MJ : Nombre de matchs joués · MT : Matchs joués en tant que titulaire · : but · : joueur entré · : joueur remplacé · : capitaine · : carton jaune · : carton rouge |

| Buts | Joueurs | Adversaires |
| ---- | ------- | ----------- |
|      |         |             |
|      |         |             |

| Buts | Joueurs | Adversaires |
| ---- | ------- | ----------- |
|      |         |             |
|      |         |             |